# 小行星5998
小行星5998（英語：5998 Sitensky）是一颗围绕太阳公转的小行星。1986年9月2日，安東寧·姆爾科斯在克列特发现了此天体。
这颗小行星的绝对星等为225.684794931408等。